# Thomas Huschke
Thomas Huschke (ur. 29 grudnia 1947 w Berlinie Wschodnim) – niemiecki kolarz torowy  i szosowy reprezentujący NRD, dwukrotny medalista olimpijski oraz sześciokrotny medalista torowych mistrzostw świata.

## Kariera
Pierwszy sukces w karierze Thomas Huschke odniósł w 1970 roku, kiedy wspólnie z Heinzem Richterem, Manfredem Ulbrichtem i Herbertem Richterem zdobył srebrny medal w drużynowym wyścigu na dochodzenie. W tej konkurencji zdobył jeszcze trzy medale mistrzostw świata: srebrne na MŚ w Varese (1971) i MŚ w Montrealu (1974) oraz brązowy podczas MŚ w Liège (1975). Ponadto zdobył indywidualnie złoty medal na mistrzostwach w Liège oraz brązowy rok wcześniej w Montrealu, ulegając jedynie Hansowi Lutzowi z RFN i Włochowi Orfeo Pizzoferrato. W 1972 roku wystartował na igrzyskach olimpijskich w Monachium, gdzie indywidualnie był dziewiąty, a razem z Heinzem i Herbertem Richterami oraz Uwe Unterwalderem zdobył srebro w drużynie. Cztery lata później, podczas igrzysk olimpijskich w Montrealu indywidualnie był trzeci za Gregorem Braunem z RFN i Holendrem Hermanem Ponsteenem, a drużynie zajął czwartą pozycję. Wielokrotnie zdobywał medale mistrzostw kraju, zarówno w kolarstwie torowym jak i szosowym.
Jego dziadek, Adolf oraz ojciec Gerhard również byli kolarzami.